# Конн, Билли
Билли Конн (англ. Billy Conn; 9 октября 1917 года; Ист-Либерти, США — 29 мая 1993 года; Питтсбург, США) — американский боксёр-профессионал, чемпион мира в полутяжёлой весовой категории.
Боксёр года (1940) по версии журнала «Ринг».

## Профессиональная карьера
Дебютировал на профессиональном ринге 20 июля 1934 года, нокаутировав в 3-м раунде Джонни Льюиса.
11 марта 1937 года победил по очкам экс-чемпиона мира в среднем весе Бэйба Риско.
3 мая 1937 года победил по очкам экс-чемпиона мира в среднем весе Винса Данди, имевшего на тот момент в послужном списке 117 побед и 17 поражений.
30 июня 1937 года встретился с ещё одним экс-чемпионом мира в среднем весе, Тедди Ярошем. Поединок продлился все отведённые 12 раундов. Конн победил раздельным решением судей: 5/3, 6/4, 3/8.
13 августа 1937 года Конн проиграл по очкам экс-чемпиону мира в полусреднем весе Янгу Корбетту III.
30 сентября 1937 года Конн во второй раз встретился с Тедди Ярошем. Судьи отдали победу Конну (раздельным решением): 8/6, 8/7, 4/9. Многие зрители были недовольны таким решением.
8 ноября 1937 года во второй раз встретился с Янгом Корбеттом III. Конн выиграл по очкам.
16 декабря 1937 года проиграл по очкам Солли Кригеру.
25 июля 1938 года в третий раз встретился с Тедди Ярошем. Уступил по очкам по итогам 12-ти раундов.
28 ноября 1938 года во второй раз встретился с Солли Кригером. Конн одержал уверенную победу и, таким образом, взял поквитался с Кригером за поражение в их первом бою.
6 января 1939 года встретился с экс-чемпионом мира в среднем весе Фредом Апостоли. Бой продлился все 10 раундов. Судьи единогласно отдали победу Конну: 5/2, 6/4, 5/4.
10 февраля 1939 года Конн и Апостоли снова сошлись в ринге. Бой продлился всю дистанцию — 15 раундов. Судьи, как и в первой встрече, отдали победу Конну: 8/7 и 9/6 (дважды).
12 мая 1939 года в третий раз встретился с Солли Кригером, одержав уверенную победу.

### Чемпионский бой с Мелио Беттиной
13 июля 1939 годы вышел на бой за звание чемпиона мира в полутяжёлом весе по версиям NBA и NYSAC. Бой продлился все 15 раундов. Конн победил единогласным решением (10/5, 8/7, 9/6) и стал новым чемпионом мира.

### Второй бой с Мелио Беттиной
25 сентября 1939 года Конн дал реванш Беттине, у которого ранее отнял титул. Победа осталась за чемпионом.
17 ноября 1939 года победил Гаса Лесневича. Счёт судей: 8/5, 10/5, 9/6.
5 июня 1940 года во второй раз победил Гаса Лесневича. Счёт: 8/5, 6/3, 7/6.
6 сентября 1940 года нокаутировал в 13-м раунде Боба Пастора.
18 октября 1940 года победил Эла Маккоя.

### Чемпионский бой сДжо Луисом
18 июня 1941 года Конн вышел на бой за звание чемпиона мира в тяжёлом весе против Джо Луиса. После 12-ти раундов счёт был следующим: один судья — 6/6, двое других — 7/5 и 7/4 в пользу претендента. В 13-м раунде Конн стал действовать более открыто, стремясь досрочно завершить бой. Однако, получилось с точностью до наоборот — Луис отправил Конна в нокаут.
13 февраля 1942 года победил Тони Зэйла.

### Второй бой сДжо Луисом
19 июня 1946 года состоялась вторая встреча между Луисом и Конном. Луис одержал победу нокаутом в 8-м раунде. Сам поединок, в отличие от первого боя, получился довольно скучным.

## Достижения
- Чемпион мира в полутяжёлой весовой категории (1939—1941)
- Боксёр года (1939) по версии BWAA
- Боксёр года (1940) по версии журнала «Ринг»
- В 1990-м году включён в Международный зал боксёрской славы в Канастоте, Нью-Йорк